# Władysław Piestrzyński
Władysław Piestrzyński (ur. 1884 w Kaliszu, zm. 21 marca 1933 w Koninie) – polski inżynier, długoletni kierownik Powiatowego Zarządu Drogowego w Koninie, Radca Budownictwa, budowniczy mostu żelaznego łączącego Czarków z pozostałą częścią Konina, brat Eugeniusza.

## Życiorys
Pochodził z patriotycznej rodziny inteligenckiej. Miał dwóch braci: Stefana oraz Eugeniusza. W 1910 roku ukończył studia na Politechnice Lwowskiej. Następnie pracował w samorządzie łódzkim, a potem w Komisji Szacunkowej Strat Wojennych w Kaliszu. W 1920 przyjechał do Konina, gdzie objął funkcję kierownika Powiatowego Zarządu Drogowego. W leżącym niedaleko Konina Czarkowie zakupił działkę, na której zbudował swoją willę (od 1971 roku mieścił się tam Urząd Stanu Cywilnego, a następnie, do dziś, hotel i restauracja "Pałacyk"). Kierował budową nowego mostu, znajdującego się między ówczesnym Koninem, a Czarkowem (obecnie nosi on imię Józefa Piłsudskiego). Ważąca 1600 ton konstrukcja z żelaza powstała z przęseł rozbieranego mostu na Wiśle pod Opaleniem. Do transportu niezbędnych elementów wykorzystano ponad sto wagonów kolejowych. Dzięki staraniom Piestrzyńskiego za każdą tonę żelaza przywożonego z Opalenia płacono jedynie 7,83 złotych, co stanowiło jedną czwartą początkowej kwoty. Sam Piestrzyński nie doczekał jednak otwarcia żelaznego mostu. Zmarł 21 marca 1933 roku na zawał serca, do którego mogła się przyczynić jego stresująca praca. Pogrzeb odbył się w kościele św. Bartłomieja w Koninie. Następnie ciało przewieziono do Kalisza, gdzie zostało pochowane Cmentarzu Miejskim w grobowcu rodzinnym. Władysław Piestrzyński pozostawił po sobie żonę Zofię oraz dwójkę dzieci: Annę i Zygmunta.